# Нехебкау
Нехебкау (егип. nḥb.kʒw — Наградитель многих Ка) — в древнеегипетском пантеоне бог-змееборец, кто в роли судьи определяет умершим kʒw загробный мир. Позднее один из стражей входа в Дуат, спутник Ра в ночном плавании, божество плодородия и времени, один из богов Малой Эннеады. Центр культа — Гераклеополь.

## Изображение
Изображался Нехебкау в виде змея «со многими кольцами» или змея с человеческими ногами. Его образ встречается на многих фресках с рисунками солнечной ладьи, пересекающей ночью Дуат, зачастую стоящего среди других божеств-защитников Ра — Мафдет, Упуаут, Онурис и др.
Бронзовое изваяние его выставлено в Египетском зале Эрмитажа.

## Происхождение
Нехебкау считался сыном бога Хнума и богини Селкет. Поздняя форма Нехебкау — змей Кематеф (Kamephis), вышедший из Нуна-пещеры (или водной бездны) и вступивший в брак с чёрной коровой Хемсут.

## Культ
Из совокупности текстов, в которых упоминается Нехебкау, неясно, что именно он представляет собой. В одних случаях он — воплощение самого бога Ра в образе змеи, в других — враг солнечного бога. Нехебкау именовался Ниспровергателем двойников и изначально был злым духом, который нападал и пожирал души сошедших в подземный мир. Позже он стал одним из 42 советников на суде Осириса, подобно змее Неха-хо(р) (Та, Нехем(т) — которая обращает лицо). Впоследствии его ассоциировали со злым змеем Апопом.
Праздник Нехебкау отмечался в начале сезона Посева (prt), совпадая с праздником Хнума. Первый день сезона ассоциировался также с Гором, отчего назывался «Новым годом Гора» (wp-rnpt n Hr). Таким образом праздник Нехебкау ассоциировался с Новым годом и, по замечанию Э. Спелинджера, представлял собой второй Новый год (wp-rnpt). Не исключено также, что в правление Хатшепсут и Тутмоса III во время солярных праздников, Нового года и Нехебкау проводились коронационные обряды.